# Ксархакос, Ставрос
Ставрос Ксархакос (греч. Σταύρος Ξαρχάκος, 14 марта 1939, Афины) — греческий композитор и дирижёр, политик.

## Биография
Ставрос Ксархакос родился в 1939 году в Афинах. Учился в Афинской консерватории. Заявил о себе на большой греческой музыкальной сцене в 1963 году, когда начал писать музыку для театра и кино. Часто поэзию для музыки Ксархакоса писал лирик Лефтерис Пападопулос.
В 1967 году он отправился в Париж, чтобы учиться у педагога Нади Буланже. Он оставался в Париже в течение четырёх лет, а затем продолжил обучение у американского композитора Дэвида Даймонда в Джульярдской музыкальной школе.
Хотя подавляющее большинство музыкальных произведений Ксархакоса написаны в стиле греческой народной музыки, в частности лаика, часть творчества композитора принадлежит классической музыке. Его музыкальное наследие включает 42 альбома, 21 фильм и музыку для 15 спектаклей, в том числе телевизионных постановок. Международную славу Ставрос Ксархакос получил как композитор музыки в жанре рембетика, создав музыку для телевизионного мини-сериала телеканала BBC «Темная сторона солнца», вышедший на экраны в 1983 году. Также он создал оригинальную аранжировку для альбома «Ερημιά», созданного совместно Лефтерисом Пападопулосом и Микисом Теодоракисом.
Некоторое время работал дирижёром Национального оркестра греческой музыки (греч. Κρατικής Ορχήστρας Ελληνικής Μουσικής). Позже был вовлечен в политику, дважды избирался членом Греческого парламента от партии «Новая Демократия», прежде чем стать членом Европейского парламента с 2000 по 2004 годы.